# Mago vicanus
Mago vicanus är en spindelart som beskrevs av Simon 1900. Mago vicanus ingår i släktet Mago och familjen hoppspindlar. Inga underarter finns listade i Catalogue of Life.